# Janko Matuška
Janko Matuška (25. října 1897 Liptovský Hrádok – 16. srpna 1959 Bratislava) byl slovenský hudební skladatel a sběratel lidových písní.

## Život
Byl synem učitele. Po absolvování učitelského ústavu ve Spišské Nové Vsi studoval na Hudební a dramatické akademii v Bratislavě hru na klavír u Ernesta Križana a Frica Kafendy. Absolvoval v roce 1929. V kompozici byl žákem Alexandra Moyzese. Od vzniku Československého rozhlasu v Bratislavě v roce 1928 působil jako klavírista v Bratislavě a v Košicích. Později se stal hudebním režizérem a od roku 1945 vedoucím oddělení lidové hudby. Stal se známým zejména svým pravidelným pořadem Spevy nášho lidu. Založil a vedl mužský vokální pěvecký soubor Matuškov oktet a folklorní soubor Tatran. Sbíral a upravoval lidové písně. Významný je i tím, že jako jeden z prvních pořizoval autentické zvukové záznamy slovenského folklóru.
Za svou činnost obdržel v roce 1949 státní cenu a v roce 1954 titul Zasloužilý umělec. Zemřel 16. srpna 1959 v Bratislavě ve věku 61 let.

## Dílo
Napsal na 240 skladeb a úprav pro soubory lidových písní. Jeho žánrový rozsah byl velmi široký. Od dechovky a taneční hudby, přes dobové budovatelské písně, až po hudbu symfonickou a komorní. Ve všech jeho skladbách je patrný vliv lidové písně.